# شوقي (اسم)
شوقي اسم نسب لعدد من الأعلام والشخصيات العربية الحديثة والمعاصرة.

## اسم علم
- شوقي ضيف أديب وعالم لغوي مصري والرئيس السابق لمجمع اللغة العربية المصري.
- شوقي شامخ ممثل مصري.
- شوقي الماجري مخرج تلفزيوني وسينمائي تونسي قام بإخراج العديد من الأعمال التلفزيونية والسينمائية السورية والعربية والعالمية.
- شوقي أفندي رباني ولي شوؤن الأمر البهائي وكان من أهم مسؤولياته حماية الدين البهائي والدفاع عنه.
- شوقي أبو خليل كاتب وباحث فلسطيني، له العديد من المؤلفات.
- شوقي إبراهيم علام أستاذ الفقه الإسلامي والشريعة بجامعة الأزهر ويعد أول مفتى منتخب بعد تعديلات قانون الأزهر.
- شوقي بن سعادة لاعب كرة قدم تونسي دولي.
- شوقي بزيغ شاعر لبناني معاصر.
- شوقي غريب لاعب كرة قدم سابق بنادي غزل المحلة ومنتخب مصر.
- شوقي جلال مترجم مصري.
- شوقي عبود مدرب كرة قدم عراقي سابق.
- شوقي طنطاوي ممثل مصري.
- شوقي حبيب فلسطيني.

## اسم ثان أو اسم عائلة
- أحمد شوقي شاعر مصري لقب بأمير الشعراء.
- أحمد شوقي (مغني) مغني مغربي شاب.
- محمد شوقي لاعب كرة قدم مصري يلعب ضمن صفوف الأهلي المصري.
- محمد شوقي (ممثل): ممثل مصري.
- فريد شوقي ممثل وكاتب سيناريو وحوار ومنتج مصري.
- محمود شوقي الأيوبي شاعر من قبيلة المنتفق هاجر من العراق إلى الكويت.
- خليل شوقي ممثل ومخرج عراقي. ولد ببغداد عام 1924.
- خليل شوقي (مخرج مصري) مخرج مصري.
- حنان شوقي ممثلة مصرية.
- مصطفى شوقي معماري مصري.
- أحمد شوقي إبراهيم رئيس قسم أمراض القلب والرعاية المركزة بمستشفى ابن سينا التخصصي بالدقي.